# Klenovice (Mičovice)
Klenovice (německy Klenowitz) jsou malá vesnice a část obce Mičovice v okrese Prachatice v Jihočeském kraji. Nachází se asi dva kilometry západně od Mičovic. Klenovice leží v katastrálním území Klenovice u Mičovic o rozloze 2,79 km².

## Historie
První písemná zmínka o vesnici pochází z roku 1349.

## Obyvatelstvo
V roce 1921 měly Klenovice (tehdy osada obce Frantoly) celkem 26 domů a 151 obyvatel, z toho 21 české a 130 německé národnosti.
| Rok            | 1869 | 1880 | 1890 | 1900 | 1910 | 1921 | 1930 | 1950 | 1961 | 1970 | 1980 | 1991 | 2001 | 2011 | 2021 |
| -------------- | ---- | ---- | ---- | ---- | ---- | ---- | ---- | ---- | ---- | ---- | ---- | ---- | ---- | ---- | ---- |
| Počet obyvatel | 171  | 170  | 158  | 153  | 143  | 151  | 142  | 71   | 70   | 60   | 35   | 31   | 30   | 44   | 58   |
| Počet domů     | 26   | 28   | 27   | 27   | 27   | 26   | 26   | 25   | 25   | 16   | 12   | 18   | 29   | 32   | 31   |

## Obecní správa
Při sčítání lidu v letech 1850–1889 Klenovice byly osadou obce Mičovice v okrese Prachatice. V letech 1890–1962 byly osadou obce Frantoly v okrese Prachatice. V letech 1963–1985 byly znovu častí obce Mičovice v okrese Prachatice. Od 1. července 1985 do 30. června 1990 byly částí městyse Lhenice v okrese Prachatice. Od 1. července 1990 jsou opět částí obce Mičovice v okrese Prachatice.

## Pamětihodnosti
- Usedlost čp. 17
- Boží muka, na rozcestí severně od vesnice